# Tina Thomsen
Tina Thomsen es una actriz australiana, más conocida por haber interpretado a Finlay Roberts en la serie Home and Away.

## Carrera
El 18 de septiembre de 1991, se unió al elenco principal de la exitosa serie australiana Home and Away, donde interpretó a Finlay "Fin" Roberts, la hija de Irene Roberts hasta el 4 de marzo de 1997, después de que su personaje decidiera irse de la bahía y mudarse a Sídney. La actriz Jessie Bullions interpretó a Finlay brevemente durante un flashback en 1997.
En 1999 apareció como invitada en la popular serie de ciencia ficción Farscape.

## Filmografía
Televisión:
| Año         | Título        | Personaje      | Notas                                   |
| ----------- | ------------- | -------------- | --------------------------------------- |
| 1999        | Farscape      | Tanga          | episodio "Thank God It's Friday, Again" |
| 1997        | Big Sky       | Jen            | episodio "Duke of Yarragul"             |
| 1991 - 1997 | Home and Away | Finlay Roberts | 124 episodios                           |
| 1996        | Shark Bay     | Debbie         | -                                       |
| 1995        | G.P.          | Callie Butler  | episodio "Hide and Seek"                |